# Simulium albicinctum
Simulium albicinctum är en tvåvingeart som först beskrevs av Günther Enderlein 1934.  Simulium albicinctum ingår i släktet Simulium och familjen knott.
Artens utbredningsområde är Peru. Inga underarter finns listade i Catalogue of Life.